# Iwan Łukaszewicz
Iwan Łukaszewicz (ros. Иван Лукашевич, ur. 9 maja 1991 roku w Moskwie) – rosyjski kierowca wyścigowy. Należy do rosyjskiego programu rozwoju młodych kierowców Marrussi Motors.

## Kariera

### Początki
Iwan karierę rozpoczął w 2001 roku od startów w kartingu. W 2008 roku zadebiutował w serii wyścigów samochodów jednomiejscowych – Formule Ford 1800 Beneluksu. Zdobyte punkty sklasyfikowały go na 12. miejscu. W latach 2007–2008 Łukaszewicz startował w Formule Audi Palmer. W pierwszym sezonie Rosjanin zmagania zakończył na 15. pozycji. W drugim dwukrotnie stanął na podium, ostatecznie kończąc rywalizację na 10. lokacie.

### Seria GP3
Na sezon 2010 Rosjanin podpisał kontrakt z irlandzką ekipą Status GP, na udział w Serii GP3. Iwan w żadnym z wyścigów nie zdobył punktów, będąc najwyżej sklasyfikowanym podczas niedzielnych sprintów na torze Hockenheimring oraz Spa-Francorchamps, gdzie zajął trzynaste miejsce.
W drugim roku współpracy nie wyniki Łukaszewicza nie uległy znaczącej poprawie. Ponownie nie odnotował punktowanej lokaty, a najlepszym uzyskanym miejscem okazała się ósma pozycja w drugim wyścigu na węgierskim obiekcie Hungaroring.

## Statystyki
| Sezon | Seria                                 | Zespół                 | Wyścigi | Zwycięstwa | PP | NO | Podium | Punkty | Pozycja |
| ----- | ------------------------------------- | ---------------------- | ------- | ---------- | -- | -- | ------ | ------ | ------- |
| 2006  | Formuła Ford 1800 Beneluksu           | John’s Racing Team     | ?       | ?          | ?  | ?  | ?      | 20     | 12      |
| 2007  | Formuła Palmer Audi                   | Audi Russia Motorsport | 15      | 0          | 0  | 0  | 0      | 123    | 15      |
| 2008  | Formuła Palmer Audi                   | Audi Russia Motorsport | 11      | 0          | 0  | 2  | 2      | 155    | 10      |
| 2010  | Seria GP3                             | Status Grand Prix      | 16      | 0          | 0  | 0  | 0      | 0      | 32      |
| 2010  | Europejski Puchar Formuły Renault 2.0 | Team Firstair          | 2       | 0          | 0  | 0  | 0      | 0      | NS†     |
| 2011  | Seria GP3                             | Status Grand Prix      | 16      | 0          | 0  | 0  | 0      | 0      | 26      |
| 2011  | Toyota Racing Series                  | M2 Competition         | 12      | 1          | 0  | 1  | 2      | 531    | 7       |

† – Łukasiewicz nie był liczony do klasyfikacji

## Wyniki w GP3
| Legenda oznaczeń w tabelach wyników Wyświetl szablon na nowej stronie | Legenda oznaczeń w tabelach wyników Wyświetl szablon na nowej stronie                                                                     |
| Oznaczenie                                                            | Wyjaśnienie |
| --------------------------------------------------------------------- | --- |
| Złoty                                                                 | Zwycięzca lub mistrzostwo |
| Srebrny                                                               | 2. miejsce lub wicemistrzostwo |
| Brązowy                                                               | 3. miejsce lub II wicemistrzostwo |
| Zielony                                                               | Ukończył, punktował (w klasyfikacji generalnej, gdy zdobył co najmniej jeden punkt na przestrzeni sezonu, poza trzema powyższymi opcjami) |
| Niebieski                                                             | Ukończył, nie punktował (w klasyfikacji generalnej, gdy nie zdobył co najmniej jednego punktu na przestrzeni sezonu)                      |
| Czerwony                                                              | Nie zakwalifikował się (NZ) |
| Czerwony                                                              | Nie prekwalifikował się (NPK) |
| Różowy                                                                | Nie ukończył (NU) |
| Różowy                                                                | Niesklasyfikowany (NS) (w klasyfikacji generalnej, gdy nie został sklasyfikowany w żadnym wyścigu sezonu)                                 |
| Czarny                                                                | Zdyskwalifikowany (DK) |
| Czarny                                                                | Wykluczony (WYK/EX) |
| Biały                                                                 | Nie wystartował (NW) |
| Biały                                                                 | Kontuzjowany (K/INJ) |
| Biały                                                                 | Wyścig odwołany (OD/C) |
| Bez koloru                                                            | Został wycofany (WYC/WD) |
| Bez koloru                                                            | Nie przybył (NP/DNA) |
| Bez koloru                                                            | Nie brał udziału w treningach (NT/DNP) |
| Bez koloru                                                            | Nie został zgłoszony (–) |
| Pogrubienie                                                           | Start z pole position |
| Kursywa                                                               | Najszybsze okrążenie wyścigu |
| †                                                                     | Nie ukończył, ale jego rezultat został zaliczony ze względu na przejechanie więcej niż 90% dystansu wyścigu.                              |
| *                                                                     | Sezon w trakcie |
| 1/2/3                                                                 | Punktowana pozycja w sprincie kwalifikacyjnym                                                                                             |
| Lista systemów punktacji Formuły 1                                    | |

| Rok  | Zespół            | Wyniki w poszczególnych eliminacjach | Wyniki w poszczególnych eliminacjach | Wyniki w poszczególnych eliminacjach | Wyniki w poszczególnych eliminacjach | Wyniki w poszczególnych eliminacjach | Wyniki w poszczególnych eliminacjach | Wyniki w poszczególnych eliminacjach | Wyniki w poszczególnych eliminacjach | Wyniki w poszczególnych eliminacjach | Wyniki w poszczególnych eliminacjach | Wyniki w poszczególnych eliminacjach | Wyniki w poszczególnych eliminacjach | Wyniki w poszczególnych eliminacjach | Wyniki w poszczególnych eliminacjach | Wyniki w poszczególnych eliminacjach | Wyniki w poszczególnych eliminacjach | Punkty | Pozycja |
| ---- | ----------------- | ------------------------------------ | ------------------------------------ | ------------------------------------ | ------------------------------------ | ------------------------------------ | ------------------------------------ | ------------------------------------ | ------------------------------------ | ------------------------------------ | ------------------------------------ | ------------------------------------ | ------------------------------------ | ------------------------------------ | ------------------------------------ | ------------------------------------ | ------------------------------------ | ------ | ------- |
| 2010 | Status Grand Prix | ESP                                  | ESP                                  | TUR                                  | TUR                                  | VAL                                  | VAL                                  | GBR                                  | GBR                                  | DEU                                  | DEU                                  | HUN                                  | HUN                                  | BEL                                  | BEL                                  | ITA                                  | ITA                                  | 0      | 32      |
| 2010 | Status Grand Prix | 19                                   | 19                                   | 19                                   | 27                                   | 16                                   | 25                                   | 19                                   | NU                                   | 17                                   | 13                                   | 25                                   | 18                                   | NU                                   | 13                                   | 19                                   | 14                                   | 0      | 32      |
| 2011 | Status Grand Prix | TUR                                  | TUR                                  | ESP                                  | ESP                                  | VAL                                  | VAL                                  | GBR                                  | GBR                                  | DEU                                  | DEU                                  | HUN                                  | HUN                                  | BEL                                  | BEL                                  | ITA                                  | ITA                                  | 0      | 26      |
| 2011 | Status Grand Prix | 14                                   | 24                                   | 17                                   | 13                                   | NU                                   | NU                                   | 18                                   | 24                                   | 11                                   | 18                                   | 28                                   | 23                                   | 10                                   | 8                                    | NU                                   | NU                                   | 0      | 26      |